# Окото на минотавъра
„Окото на минотавъра“ е български документален филм на режисьора Борислав Колев от 2017 г.
Премиерата на филма е на 22 март 2017 г. в Дом на киното по време на XXI международен София Филм Фест. Прожекция от фестивала е във вариант, адаптиран за незрящи.
Филмът представя 18-годишния Денис, който е незрящ по рождение. Практикува разни спортове, чете, има свой начин за гледане на филми. Неговата мечта е да стане скулптор.